# A Shock
A Shock é um romance de ficção de 2021 escrito pelo romancista irlandês Keith Ridgway. Foi publicado pela Picador no Reino Unido, e pela New Directions Publishing nos Estados Unidos. Foi pré-selecionado para o prêmio inaugural Goldsmiths Prize (2021) e ganhou o prêmio James Tait Black Memorial Prize (2021).

## Trama
O livro acompanha um grupo de personagens vagamente conectados que aparecem, desaparecem e reaparecem na Londres contemporânea. Os nove capítulos são "The Party", "The Camera", "The Sweat", "The Joke", "The Story", "The Flat", "The Pigeon", "The Meeting" e "The Song". Ela tem vários personagens que vivenciam diferentes problemas sociais em diferentes níveis: sexualidade, racismo, drogas, luta de classes, dificuldades para encontrar acomodação em uma cidade em constante mudança.

## Recepção
Anthony Cummins escreveu no The Guardian: "um panorama baseado no enredo, nos moldes de Capital de John Lanchester".